# بیرنز میل
بیرنز میل (به انگلیسی: Byrnes Mill) یک شهر در ایالات متحده آمریکا است که در شهرستان جفرسون، میزوری واقع شده‌است. بیرنز میل ۱۳٫۶۲ کیلومتر مربع مساحت و ۲٬۷۸۱ نفر جمعیت دارد و ۱۴۰ متر بالاتر از سطح دریا واقع شده‌است.